# Zalaboldogfa, Zala
Zalaboldogfa  este un sat în districtul Zalaegerszeg, județul Zala, Ungaria, având o populație de 367 de locuitori (2011). 

## Demografie
Componența etnică a satului Zalaboldogfa
     Maghiari (100%)
Componența confesională a satului Zalaboldogfa
     Romano-catolici (67,3%)
     Fără religie (7,63%)
     Reformați (1,09%)
     Necunoscută (23,98%)
Conform recensământului din 2011, satul Zalaboldogfa avea 367 de locuitori. Din punct de vedere etnic, majoritatea locuitorilor (100,0%) erau maghiari.  Din punct de vedere confesional, majoritatea locuitorilor (67,3%) erau romano-catolici, existând și minorități de persoane fără religie (7,63%) și reformați (1,09%). Pentru 23,98% din locuitori nu este cunoscută apartenența confesională.